# Condado de Opoczno
Condado de Opoczno (polaco: powiat opoczyński) é um powiat (condado) da Polónia, na voivodia de Łódź. A sede do condado é a cidade de Opoczno. Estende-se por uma área de 1038,77 km², com 78 890 habitantes, segundo o censo de 2005, com uma densidade de 75,95 hab/km².

## Divisões admistrativas
O condado possui:
Comunas urbana-rurais: Drzewica, Opoczno
Comunas rurais: Białaczów, Mniszków, Paradyż, Poświętne, Sławno, Żarnów
Cidades: Drzewica, Opoczno

## Demografia
População (dados de 30 de Junho de 2005):
|          | Total   | Total | Mulheres | Mulheres | Homens  | Homens |
| -------- | ------- | ----- | -------- | -------- | ------- | ------ |
|          | pessoas | %     | pessoas  | %        | pessoas | %      |
| Total    | 78 890  | 100   | 39 697   | 50,3     | 39 193  | 49,7   |
| Cidades  | 26 724  | 100   | 13 658   | 51,1     | 13 066  | 48,9   |
| Povoados | 52 166  | 100   | 26 039   | 49,9     | 26 127  | 50,1   |